# Dombarovskij rajon
Il Dombarovskij rajon (in russo Домбаровский район?) è un rajon dell'Oblast' di Orenburg, nella Russia europea. Istituito nel 1927, il capoluogo è Dombarovskij.